# Tłustosz (owady)

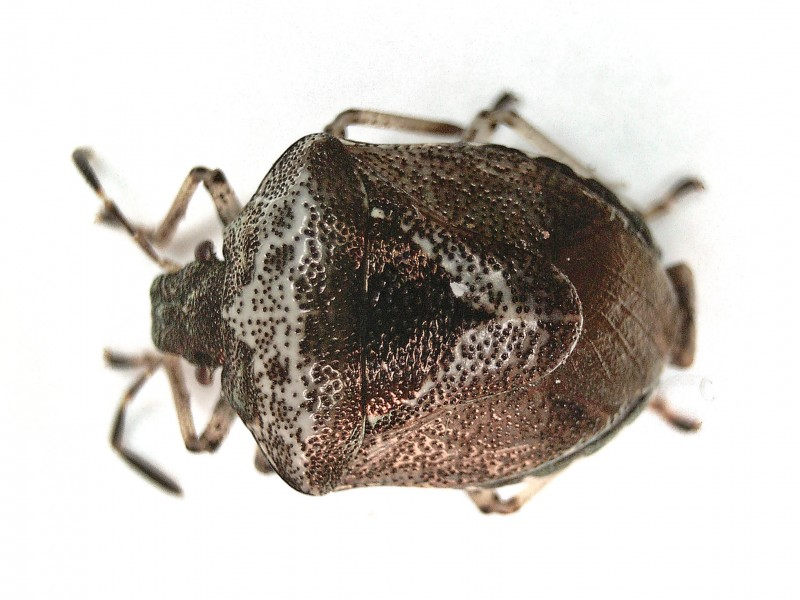
E. venustissimus

Tłustosz (Eysarcoris) – rodzaj pluskwiaków z podrzędu różnoskrzydłych i rodziny tarczówkowatych.
Pluskwiaki o owalnym w zarysie,krótkim i stosunkowo krępym ciele, u gatunków europejskich długości od 5 do 6 mm. Ubarwienie głowy i przedplecza jest ciemniejsze niż reszty wierzchu ciała, często metalicznie błyszczące, a spodu odwłoka jednobarwnie czarne lub z dużą, czarną plamą pośrodku. Na śródpiersiu, między biodrami odnóży leży żebro, natomiast brak tam bruzdy. Na pleurytach zatułowia, w pobliżu bioder leżą małe i słabo widoczne ujścia gruczołów zapachowych, zaopatrzone w umieszczony nad nimi mały płatek, natomiast pozbawione kanałów wyprowadzających. Stopy nie mają zębów na nasadach pazurków. Odwłok ma trzeci sternit pozbawiony skierowanego do przodu wyrostka.
Rodzaj holarktyczny, najliczniejszy w Nearktyce. W Palearktyce reprezentuje go 10 gatunków, z których w Europie, w tym w Polsce, stwierdzono trzy: t. zielarza, E. ventralis i E. venustissimus.
Takson ten został wprowadzony w 1834 roku przez Carla Wilhelma Hahna. Obejmuje około 50 opisanych gatunków, w tym:
- Eysarcoris aenescens (Walker, 1867)
- Eysarcoris aeneus (Scopoli, 1763) – tłustosz zielarz
- Eysarcoris annamita Breddin, 1909
- Eysarcoris confusus Fuente, 1971
- Eysarcoris crucifer Horvath, 1892
- Eysarcoris distinctus (Schouteden)
- Eysarcoris dubius Dallas, 1851
- Eysarcoris fallax Breddin, 1909
- Eysarcoris fuscus Wood & McDonald, 1984
- Eysarcoris gibbosus Jakovlev, 1904
- Eysarcoris guttigerus (Thunberg, 1783)
- Eysarcoris hispalensis Fuente, 1971
- Eysarcoris inconspicuum (Herrich-Schaffer, 1844)
- Eysarcoris insularis Dallas, 1851
- Eysarcoris lamottei Villiers, 1959
- Eysarcoris latus Walker, 1868
- Eysarcoris lereddii (Le Guillou)
- Eysarcoris lewisi (Distant, 1883)
- Eysarcoris luisae Fuente, 1971
- Eysarcoris modestus Distant, 1906
- Eysarcoris montivagus (Distant, 1902)
- Eysarcoris nigripectus Hesse, 1925
- Eysarcoris parvus Uhler, 1896
- Eysarcoris perlatus Fabricius
- Eysarcoris pustulatus Walker, 1868
- Eysarcoris rosaceus Distant, 1901
- Eysarcoris squamosus Linnavuori, 1986
- Eysarcoris trigonus Kiritshenko, 1931
- Eysarcoris trimaculatus (Distant, 1881)
- Eysarcoris uniformis Fuente, 1971
- Eysarcoris ventralis (Westwood, 1837)
- Eysarcoris venustissimus (Schrank, 1776)